# Marcel Alexandre Bertrand

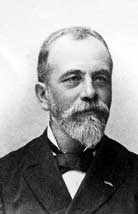
Marcel Alexandre Bertrand

Marcel Alexandre Bertrand (* 2. Juli 1847 in Paris; † 13. Februar 1907 ebenda) war ein französischer Geologe, Professor an der École des Mines de Paris von 1886 bis 1907 und ab 1896 Mitglied der Académie des Sciences in Paris.

## Leben
Bertrand war ein Sohn des Mathematikers Joseph Bertrand und Neffe des Mathematikers Charles Hermite. Er studierte an der École polytechnique (Abschluss 1867) und ab 1869 an der École des Mines in Paris. 1873 bis 1877 war er für die Mineralien im Bereich Vesoul und das Thermalbad Luxeuil-les-Bains zuständig und ab 1877 für die Erkundung der Eisenbahntrassen in Ostfrankreich. Ab 1878 war er an der geologischen Kartierung Frankreichs beteiligt. 1896 wurde er zum Mitglied der Académie des sciences gewählt.
Bertrand war Vertreter der Nappismus-Lehre. Er lieferte durch seine Untersuchungen in den Alpen und des südbelgischen Kohlengebirges bei Namur 1884 bedeutende Beiträge zur Entwicklung der Deckentheorie. Nach ihm ist das in Pegmatiten vorkommende und zur Gewinnung von Beryllium dienende Mineral Bertrandit benannt.
Er war Offizier der Ehrenlegion (1902), erhielt zweimal den Prix Vaillant (1886, 1890), erhielt 1893 den Prix Petit D’Ormoy und war 1888 erster Preisträger des Prix Fontannes der französischen geologischen Gesellschaft, deren Vizepräsident er 1886 war und deren Präsident 1891.
Zuletzt (ab etwa 1900) war er nach dem Tod einer Tochter geistig umnachtet.